# Kentaro Sato
Kentaro Sato (佐藤 健太郎 Sato Kentaro?), född 14 augusti 1984 i Mie prefektur, är en japansk fotbollsspelare.
Sato började sin karriär 2007 i Montedio Yamagata. Han spelade 134 ligamatcher för klubben. 2012 flyttade han till JEF United Chiba. Han spelade 140 ligamatcher för klubben. Efter JEF United Chiba spelade han för Kyoto Sanga FC och Renofa Yamaguchi FC.